# Tramvajová doprava v Samsunu
V tureckém městě Samsun je od roku 2010 provozována malá síť tramvajové dopravy.
Jediná, nově postavená rychlodrážní tramvajová trať o délce 17 km s 22 zastávkami byla zprovozněna na začátku roku 2010 a spojuje železniční stanici s univerzitou Ondokuz Mayıs Üniversitesi. V provozu zde slouží 16 obousměrných nízkopodlažních pětičlánkových tramvají AnsaldoBreda Sirio o délce 32 metrů, rozchod kolejí či 1435 mm a napájecí napětí je 750 V. V současnosti se staví prodloužení trati východním směrem podél černomořského pobřeží.